# Sima Samar
Sima Samar - en persa: سیما سمر‎ (3 de febrero de 1957, Jaghori, Provincia de Gazni, Afganistán) es doctora, defensora de los derechos humanos y derechos de la mujer, activista y trabajadora social en foros nacionales e internacionales, que se desempeñó como Ministerio de Asuntos de la Mujer de Afganistán desde diciembre de 2001 hasta 2003. Actualmente es la presidenta de la Comisión Independiente de Derechos Humanos de Afganistán y, de 2005 a 2009, Relator Especial de las Naciones Unidas sobre la situación de derechos humanos en Darfur Sudán. En 2011, formó parte del recién fundado Partido Verdad y Justicia. En 2012, recibió el Right Livelihood Award por "su larga y valiente dedicación a los derechos humanos, especialmente los derechos de las mujeres, en una de las regiones más complejas y peligrosas del mundo".

## Biografía
Obtuvo su título en medicina de la Universidad de Kabul en 1982, y fue la primera mujer Hazara en hacerlo, y recibió 4 doctorados honorarios. Practicó la medicina en un hospital estatal en Kabul, pero unos meses después se vio forzada a huir a su nativo Jaghoori por su propia seguridad, donde proporcionó asistencia médica a pacientes en las remotas áreas centrales de Afganistán.
En 1984, el régimen comunista arrestó a su esposo, y Samar y su joven hijo huyeron hacia Pakistán por su propia seguridad. Allí trabajo como doctora en el ala para refugiados en un hospital de la misión de la ONU. Preocupada por la falta de centros de salud para mujeres refugiadas afganas, estableció en 1989 la Organización Shuhada y la Clínica Shuhada en Quetta, Pakistán. La Organización Shuhada está dedicada a proveer atención médica a mujeres y niñas afganas, entrenamiento de personal médico y a la educación. En los años siguientes, se abrieron varias sucursales de la clínica en todo Afganistán.
Después de vivir como refugiada por más de una década, Samar retornó a Afganistán en el 2002 para asumir un puesto en la Administración Transicional Afgana liderada por Hamid Karzai. En el gobierno interino, ella sirvió como Presidenta Interina del Ministerio de Asuntos de Mujeres. Se vio obligada a renunciar tras haber sido amenazada de muerte y hostigada por cuestionar leyes islámicas conservadoras, especialmente la ley sharia, durante una entrevista en Canadá con un periódico de lengua Persa. Durante la Loya Jirga del 2003, varios grupos religiosos islámicos conservadores sacaron una publicidad en un periódico local llamando a Samar la Salman Rushdie de Afganistán.[cita requerida]
Actualmente es la cabeza de la Comisión Independiente de Derechos Humanos de Afganistán.
Fue una de las cuatro mujeres que fueron el objeto del documental del 2004 de Sally Armstrong, Hijas de Afganistán Daughters of Afghanistan.En el documental, se muestra el trabajo de Sima Samar en el Ministerio de Asuntos de Mujeres y su posterior caída del poder.
La doctora Samar se rehúsa públicamente a aceptar que las mujeres deban permanecer en purdah (recluidas del público) y se opone abiertamente al uso de la burka (cobertura de pies a cabeza), de la cual su uso se hizo obligatorio primero por los primeros muyadines fundamentalistas y luego por el Talibán. También ha hecho público el hecho que muchas mujeres en Afganistán sufren de Osteomalacia, que es el debilitamiento de los huesos debido a una dieta inadecuada. El usar la burga reduce la exposición al sol y empeora la situación de las mujeres con osteomalacia.[cita requerida]

## Premios
Ha recibido numerosos premios internacionales por su gran labor en favor de los derechos humanos y la democracia, entre los que incluyen:
- 1994 - Premio Ramon Magsaysay
- 1995 - Líder global para el mañana de la World Economic Forum en Suiza
- 1998 - Premio 100 Heroines en los Estados Unidos
- 2001 - Premio Paul Grunninger Human Rights, Fundación Paul Grunninger, Suiza
- 2001 - Premio Voices of Courage (Voces de coraje), Comisión de Mujeres para Mujeres y Niños Refugiados, Nueva York
- 2001 - Premio John Humphrey Freedom, Derechos y democracia, Canadá
- 2001 - Ms. magazine, Mujeres del año en nombre de las mujeres afganas, EE. UU.
- 2001 - Women of the Month (Mujer del Mes), Toronto, Canadá, diciembre de 2001
- 2001 - Premio Best Social Worker (Mejor trabajadora social), Fundación Mylo Trust, Quetta, Pakistán
- 2002 - Premio International Human Rights Award, Grupo de Derecho Internacional de los Derechos Humanos, Washington
- 2002 - Premio Freedom Award (Libertad), Asociación de Mujeres por la Libertad y la Democracia, Barcelona
- 2002 - Comité de Abogados de Derechos Humanos, Nueva York
- 2003 - Premio Perdita Huston Human Rights
- 2004 - Premio Profile in Courage 2004
- 2008 - Premio Paz de la ciudad de Ieper, Bélgica
- 2008 - Premio Asia Democracy and Human Rights.[3]
- 2009 - Orden de Canadá.[4]
- 2011 - Geuzenpenning
- 2012 - Right Livelihood Award[5]
- 2012 - Mother Teresa Awards por la justicia social en noviembre de 2012.[6]
- 2013 - Doctorado Honorario de la Universidad Estatal de Salem
- 2013 - Premio Allard de Integridad Internacional[7]